# Сабіне Клашка
Сабіне Клашка (нім. Sabine Klaschka; нар. 8 серпня 1980) — колишня німецька тенісистка.
Найвищу одиночну позицію світового рейтингу — 133 місце досягла 12 вересня 2005, парну — 271 місце — 19 лютого 2007 року.
Здобула 2 одиночні та 1 парний титул туру ITF.
Завершила кар'єру 2015 року.

## Фінали ITF

### Одиночний розряд (2–5)
| Легенда          |
| ---------------- |
| турніри $100,000 |
| турніри $75,000  |
| турніри $50,000  |
| турніри $25,000  |
| турніри $10,000  |

| Фінали за покриттям |
| ------------------- |
| Тверде (0–2)        |
| Ґрунт (1–2)         |
| Трава (0–0)         |
| Килим (1–1)         |

| Результат | Ранг | Дата           | Турнір                            | Покриття   | Суперниця           | Рахунок            |
| --------- | ---- | -------------- | --------------------------------- | ---------- | ------------------- | ------------------ |
| Перемога  | 1.   | 23 серпня 1999 | Гехінген (Цоллернальб), Німеччина | Ґрунт      | Естер Мольнар       | 7–6(7–4), 6–2      |
| Поразка   | 1.   | 6 травня 2001  | Кань-сюр-Мер, Франція             | Ґрунт      | Яна Главачкова      | 5–7, 4–6           |
| Поразка   | 2.   | 21 травня 2001 | Гімарайнш, Португалія             | Ґрунт      | Альберта Бріанті    | 2–6, 4–6           |
| Поразка   | 3.   | 30 липня 2001  | Лексінгтон (Кентуккі), США        | Тверде     | Катарина Среботнік  | 4–6, 5–7           |
| Поразка   | 4.   | 10 січня 2005  | Штутгарт, Німеччина               | Тверде (i) | Мервана Югич-Салкич | 2–6, 2–6           |
| Поразка   | 5.   | 18 січня 2005  | Обергахінг, Німеччина             | Килим (i)  | Крістіна Барруа     | 5–7, 4–6           |
| Перемога  | 2.   | 16 січня 2006  | Обергахінг, Німеччина             | Килим (i)  | Жюлі Куен           | 7–6(7–0), 4–6, 6–3 |

### Парний розряд (1–3)
| Легенда          |
| ---------------- |
| турніри $100,000 |
| турніри $75,000  |
| турніри $50,000  |
| турніри $25,000  |
| турніри $10,000  |

| Фінали за покриттям |
| ------------------- |
| Тверде (1–2)        |
| Ґрунт (0–0)         |
| Трава (0–0)         |
| Килим (0–1)         |

| Результат | Ранг | Дата           | Турнір                        | Покриття  | Партнерка     | Суперниці                      | Рахунок            |
| --------- | ---- | -------------- | ----------------------------- | --------- | ------------- | ------------------------------ | ------------------ |
| Поразка   | 1.   | 25 серпня 2003 | Білефельд, Німеччина          | Ґрунт     | Кармен Клашка | Ева Грдінова Клаудія Кардіс    | 6–2, 4–6, 6–7(5–7) |
| Перемога  | 1.   | 23 серпня 2004 | Білефельд, Німеччина          | Ґрунт     | Кармен Клашка | Крістіане Гоппманн Мадіта Суер | 6–3, 6–3           |
| Поразка   | 2.   | 13 лютого 2007 | Сагне (місто), Канада         | Килим (i) | Анжеліка Реш  | Анджелік Кербер Агнеш Сатмарі  | 1–6, 4–6           |
| Поразка   | 3.   | 11 травня 2009 | Ролі (Північна Кароліна), США | Ґрунт     | Кармен Клашка | Лілія Остерло Різа Заламеда    | 0–6, 0–6           |